# Santa Ângela Mérici (título cardinalício)
O título cardinalício de Santa Ângela Mérici foi instituido pelo Papa Francisco em 22 de fevereiro de 2014. A sua sede encontra-se na Chiesa di Sant'Angela Merici (Igreja de Santa Ângela Mérici), na cidade de Roma.
A igreja titular deste título é Sant'Angela Merici, no quartiere Nomentano.

## Titulares
- Fernando Sebastián Aguilar (2014-2019)
- Sigitas Tamkevicius (2019-atual)